# Paweł Grunert
Paweł Grunert (ur. w 1965 w Warszawie) – artysta plastyk, architekt wnętrz, designer, projektant mebli artystycznych, rzeźbiarz.
Studiował na Wydziale Architektury Wnętrz warszawskiej Akademii Sztuk Pięknych.
W 1990 roku uzyskał dyplom z wyróżnieniem u profesor Teresy Kruszewskiej w Pracowni Mebla za pracę zatytułowaną „Moje krzesła”. Zrealizował kilka dużych wystaw indywidualnych, uczestniczył w licznych wystawach zbiorowych w kraju i za granicą, był laureatem konkursów designerskich. Zaprojektował i stworzył sto kilkadziesiąt mebli artystycznych, obiektów, rzeźb i aranżacji przestrzennych. Współpracuje z Galerią Opera w Warszawie i Edizioni Galleria Colombari w Mediolanie.